# جیمز پارکینسون
 جیمز پارکینسون (انگلیسی: James Parkinson؛ ۱۱ آوریل ۱۷۵۵ – ۲۱ دسامبر ۱۸۲۴) یک پزشک، زمین‌شناس و دیرین‌شناس فعال اجتماعی اهل انگلستان بود.
بیشترین شهرت جیمز پارکینسون بخاطر توصیف بیماری بود که بعدها به نام خود وی پارکینسون نام گذاری شد و هر سال در تاریخ ۱۱ آوریل که روز تولد این دانشمند است به عنوان روز جهانی پارکینسون نامگذاری شده است.